# Sant'Andrea in Vincis
Sant'Andrea in Vincis, även benämnd Sant'Andrea de Funariis och Sant'Andrea in Mentuza, var en kyrkobyggnad i Rom, helgad åt aposteln Andreas. Kyrkan var belägen i rione Campitelli, vid Via di Tor de' Specchi, dagens Via del Teatro di Marcello, i närheten av Capitoliums västsluttning. ”Vincis” (jämför latinets vincio ’binda’, ’fängsla’, ’slå i bojor’) antas åsyfta de bojor med vilka interner i ett närbeläget fängelse fjättrades. Enligt en annan teori är ”vincis” en förvrängning av familjenamnet Guinizi. Enligt en tredje teori kommer ”vincis” av vinci eller vimini, som syftar på vide eller sälg som repslagarna i grannskapet använde för att tillverka sina rep. ”Funariis” (av latinets funis ’rep’) avser just repslagare. ”Mentuza” föreslås vara en förvrängning av Matuta åsyftande det närbelägna templet åt Mater Matuta från 500-talet f.Kr.

## Kyrkans historia
Kyrkan nämns för första gången i Catalogo di Cencio Camerario, en förteckning över Roms kyrkor sammanställd av Cencio Savelli år 1192 och bär där namnet sco. Andree Funariorum.
År 1406 grundades i Rom Università dei Marmorari, marmorhantverkarnas skrå och fick sig hänvisat Oratorio di San Silvestro vid kyrkan Santi Quattro Coronati. År 1597 etablerade man sig i kyrkan San Leonardo de Albis, som dock nedrevs i början av 1600-talet för uppförandet av Palazzo Costaguti. År 1623 förlänades skrået kyrkan Sant'Andrea in Vincis och lät på 1700-talet utföra en genomgripande restaurering med en barockfasad av Carlo Puri de Marchis (cirka 1720–1795). Fasadens nedre våning hade tre ingångsportar, varav de två sidoportarna kröntes av segmentbågeformade pediment. I mitten av övervåningen satt en 1400-talsfresk föreställande Madonnan och Barnet. 

## Interiör
Kyrkans högaltare hade en målning som gestaltar De fyra krönta martyrernas martyrium, utförd av en av Caravaggios efterföljare. Initialt tillskrevs målning Caravaggio själv, men senare forskning har tillskrivit Giovanni Antonio Galli, kallad Lo Spadarino, målningen. Takfresken skildrade De fyra krönta martyrernas förhärligande och var utförd av Antonio Nessi, elev till Sebastiano Conca. Därutöver fanns det vid koret målningar av en anonym konstnär, vilka skildrade De fyra krönta martyrernas död, gravläggning och förhärligande. Vid restaureringen 1762 påträffades ett rum under altaret med fresker och tre gravar.
Under 1920-talet företogs en omfattande friläggning av Capitolium-kullen och i stort sett hela bebyggelsen mellan Santa Maria in Aracoeli och Marcellusteatern – såväl sakrala som profana byggnader – revs. Kyrkan Sant'Andrea in Vincis demolerades 1929. Kyrkans inventarier samt skråets arkiv flyttades till Museo di Roma. Vid rivningsarbetena påträffades delar av den medeltida kyrkobyggnaden samt en byggnad från 100-talet e.Kr.

## Bilder

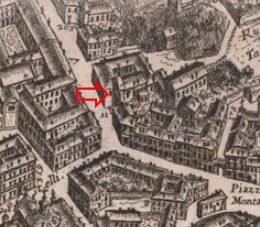
Sant'Andrea in Vincis (vid den röda pilen) på Giovanni Battista Faldas Rom-karta från 1676.

### Fotnoter
1. ↑  Hülsen 1927, s. 185.
2. 1 2 3 4  Lombardi 1998, s. 251.
3. ↑  Hülsen 1927, s. 186.
4. ↑  Pautrier 2013, s. 42.
5. ↑  ”Il Catalogo di Cencio Camerario (1192)”. Christian Hülsen – Le chiese di Roma nel medio evo. http://penelope.uchicago.edu/Thayer/I/Gazetteer/Places/Europe/Italy/Lazio/Roma/Rome/churches/_Texts/Huelsen/HUECHI*/1/4.html. Läst 9 oktober 2015.
6. ↑  Armellini 1982, s. 555.
7. ↑  Lombardi 1998, s. 286.
8. ↑  Sala, Marco. ”Ospiti della Spada – I Santi Quattro Coronati dal Museo di Roma in Palazzo Braschi”. Ministero dei beni e delle attività culturali e del turismo. Arkiverad från originalet den 21 augusti 2017. https://web.archive.org/web/20170821125728/http://www.beniculturali.it/mibac/export/MiBAC/sito-MiBAC/Contenuti/MibacUnif/Eventi/visualizza_asset.html_96900961.html. Läst 21 augusti 2017.
9. ↑  Nibby 1838, s. 93–94.
10. ↑  Melchiorri 1840, s. 419–420.